# Ryszard Błędowski
Ryszard Błędowski (ur. 5 listopada 1886 we Włocławku, zm. 12 lipca 1932 w Berlinie) – polski zoolog, działacz społeczny, członek Zarządu Głównego Partii Pracy w 1930 roku.

## Życiorys

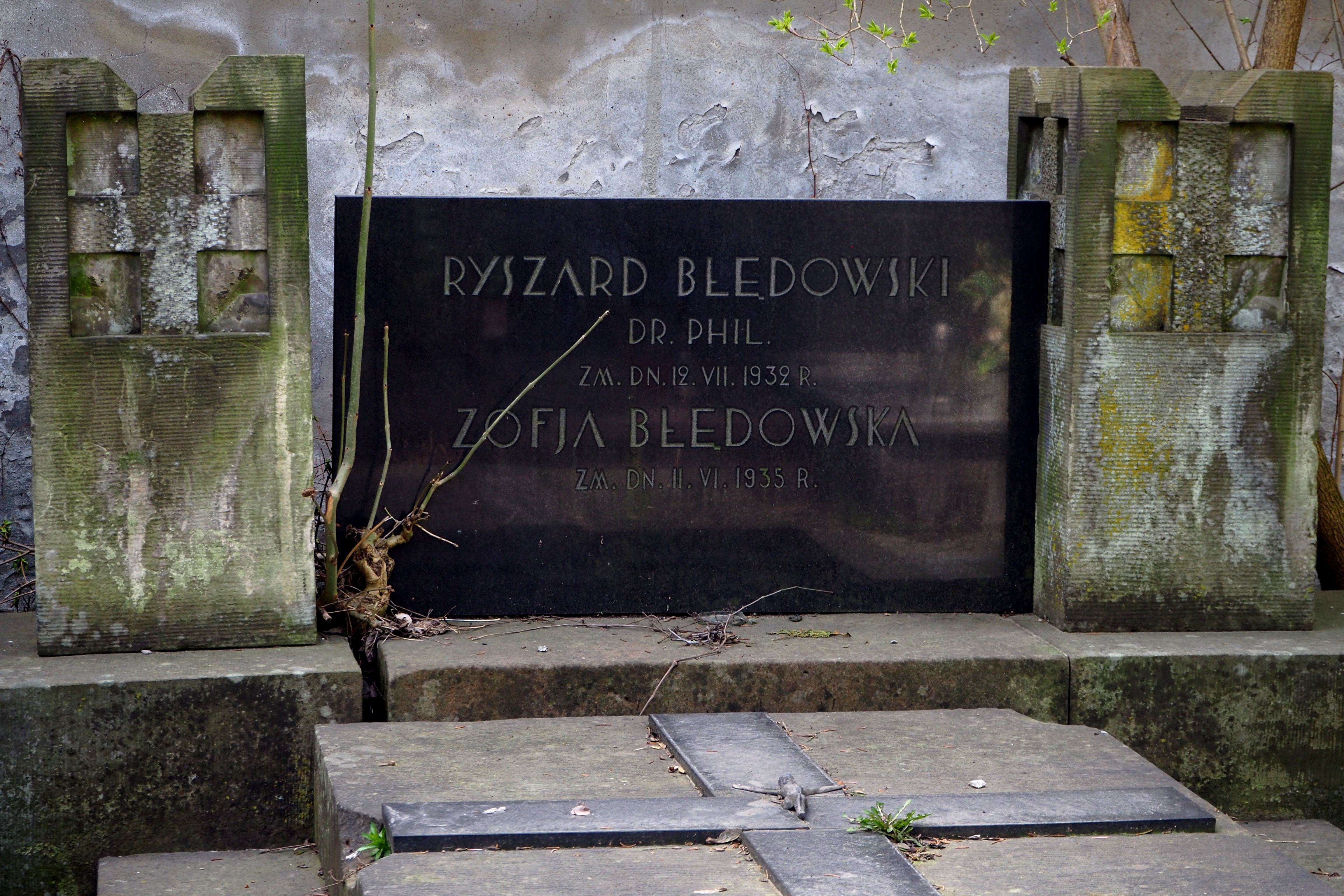
Grób Ryszarda Błędowskiego na Cmentarzu ewangelicko-reformowanym w Warszawie

Był synem Stefana, byłego ziemianina i jego żony Emilii Vaedtke. W dniu 21 marca 1920 roku poślubił w warszawskim kościele ewangelicko-reformowanym Zofię z Czarnockich 1 voto Wójcicką (ur. 1889). Jego bratankiem był Andrzej Błędowski.
Podjął studia przyrodnicze w Berlinie, które zakończył doktoratem z zoologii, Następnie w latach 1909–1918 był asystentem i później wykładowcą zoologii z anatomią na Wydziale Przyrodniczym Towarzystwa Kursów Naukowych w Warszawie, gdzie w latach 1911–1914 pełnił także funkcję sekretarza wydziału. W 1915 r. współpracował przy repolonizacji Uniwersytetu Warszawskiego, w 1918 r. był inicjatorem powołania Wolnej wszechnicy Polskiej, którą w latach 1918–1919 współorganizował i następnie został jej profesorem i kierownikiem katedry zoologii. Od 1916 r. wykładał zoologię i entomologię w WSGW. Był członkiem TNW i Komisji Fizjograficznej PAU. Początkowo prowadził badania nad bezkręgowcami morskimi, później zajmował się entomologią stosowaną, głównie ochrony lasu, oraz zjawiskami autotomii. Był autorem kilkunastu prac naukowych, w 1927 r. został redaktorem wznowionego „Wszechświata”. W 1928 r. został posłem na sejm, później senatorem, a w 1929 r. – wiceprezydentem Warszawy.
Był członkiem Kościoła ewangelicko-reformowanego i był zaangażowany w życie tego kościoła: w 1929 roku był prezesem Synodu. Pochowany na cmentarzu ewangelicko-reformowanym w Warszawie (kwatera K1-2-30).